# Ewaryst Tkacz
Ewaryst Tkacz (ur. 31 października1958 we Wrocławiu) – polski naukowiec, profesor nauk technicznych, specjalizujący się w inżynierii biomedycznej, przetwarzaniu sygnałów biomedycznych, biotechnologii i bioinformatyce.
Uczęszczał do V LO w Gliwicach. W 1977 roku rozpoczął studia na kierunku Elektroniczna Aparatura Medyczna na Wydziale Automatyki, Elektroniki i Informatyki Politechniki Śląskiej w Gliwicach. W 1982 roku ukończył studia, uzyskując tytuł magistra inżyniera. W latach 80. odbył studia doktoranckie w Instytucie Inżynierii Biomedycznej Politechniki w Brnie. W 1998 roku uzyskał stopień doktora habilitowanego w Instytucie Biocybernetyki i Inżynierii Biomedycznej Polskiej Akademii Nauk w Warszawie.
Od października 1989 do lipca 1990 roku przebywał na University of Kent w Wielkiej Brytanii jako profesor wizytujący. W latach 80. i 90. zdobywał doświadczenie zawodowe w Polsce i za granicą, m.in. w Czechach, Wielkiej Brytanii i Stanach Zjednoczonych.
W 2005 roku przyczynił się do powstania międzywydziałowego kierunku studiów „Biotechnologia” na Politechnice Śląskiej, we współpracy z Wydziałem Chemicznym oraz Wydziałem Inżynierii Środowiska. Na Wydziale Automatyki, Elektroniki i Informatyki powstała wówczas specjalność „Bioinformatyka”.
W październiku 2007 roku otrzymał tytuł profesora nauk technicznych. Od maja 2012 do maja 2017 roku pracował w Instytucie Informatyki Teoretycznej i Stosowanej PAN w Gliwicach.
Od marca 2024 jest kierownikiem Katedry Inżynierii Klinicznej w Akademii Śląskiej.

## Działalność naukowa
Badania naukowe prof. Ewarysta Tkacza obejmują szeroki zakres inżynierii biomedycznej, w tym:
- Przetwarzanie sygnałów biomedycznych – analiza sygnałów EKG, SCG, GCG, EOG, EEG oraz danych z inteligentnych okularów i czujników pulsu. Zajmuje się analizą zmienności rytmu serca (HRV) za pomocą różnych metod, badając możliwości zastosowania tych analiz w diagnostyce chorób serca oraz ocenie funkcji autonomicznego układu nerwowego.

- Zastosowanie metod komputerowych i sztucznej inteligencji – wykorzystuje zaawansowane metody obliczeniowe, takie jak uczenie maszynowe, analiza czasowo-częstotliwościowa, analiza składowych niezależnych (ICA) oraz empiryczna dekompozycja modalna (EMD) do analizy danych biomedycznych, diagnozowania chorób i oceny stanu zdrowia pacjentów.

- Badania nad bruksizmem – opracowuje metody detekcji i terapii bruksizmu poprzez rejestrację sygnałów EOG, EMG i HRV w celu identyfikacji epizodów bruksizmu oraz opracowania nieinwazyjnych metod leczenia.

- Ocena jakości sygnałów i redukcja artefaktów – rozwija metody oceny jakości sygnałów biomedycznych i redukcji artefaktów, takich jak artefakty oddechowe w sygnałach EGG.

- Biomateriały i biosensory – prowadzi badania nad technologiami otrzymywania ekologicznych kompozytów biomorficznych typu węgiel/polimer, mających na celu opracowanie alternatywnych materiałów do produkcji biosensorów, które byłyby szybsze, prostsze i tańsze w produkcji.

Jego praca charakteryzuje się silną współpracą interdyscyplinarną z różnymi wydziałami i instytucjami, w tym z dziedzin takich jak elektronika, chemia, biotechnologia i medycyna.

## Publikacje, redakcje naukowe i wykłady na zaproszenie[3]
Jest autorem i współautorem ponad 350 publikacji naukowych w renomowanych czasopismach z zakresu inżynierii biomedycznej. Jego ważne osiągnięcia to:
- Seria 12 monografii naukowych – Innovations in Biomedical Engineering, Springer Nature[6],
- Seria trzech wykładów na zaproszenie University of Houston(inne języki), USA (prof. Metin Akay[7]),
- Seria dwóch wykładów na zaproszenie University of Virginia, Richmond, USA (prof. Krzysztof Cios(inne języki),)
- Książka Bionika[8].

## Wybrane publikacje[9]
- „Correlation between TMD and cervical spine pain and mobility: is the whole body balance TMJ related?”, Biomedical Research International 2014 (1)[10],
- „Internet – Technical Development and Applications”, Springer Science & Business Media, 2009[11],
- „Heart Rate Variability Analysis on Electrocardiograms, Seismocardiograms and Gyrocardiograms on Healthy Volunteers”, Sensors 20 (16), 4522, 2020[12],
- „Gyrocardiography: A review of the definition, history, waveform description and applications”, Sensors 20 (22), 6675, 2020[13],
- „An Application of Wavelet Neural Network for Classification of Patients with Coronary Artery Disease based on HRV Analysis”, IEEE EMBC Conference, 2000[14].

## Działalność dydaktyczna
Prowadził działalność dydaktyczną na Politechnice Śląskiej, kształcąc studentów na kierunkach związanych z inżynierią biomedyczną, biotechnologią i bioinformatyką. Od roku 2024 pracuje na Akademii Śląskiej.
Jest promotorem 14 zakończonych przewodów doktorskich i ponad 60 prac magisterskich.
W wywiadach i publikacjach prof. Tkacz podkreśla trudności związane z finansowaniem badań naukowych w Polsce. Wyraża nadzieję na reformę systemu finansowania badań, aby stworzyć lepsze warunki dla młodych naukowców i doktorantów, co przyczyniłoby się do rozwoju nauki i innowacji.

## Funkcje Sprawowane w instytucjach naukowych[3]
- IEEE EMBS18 * szef Chapteru przez dwie kadencje (8 lat) (2016–2020) oraz (2020–2024)
- Członek Senatu Politechniki Śląskiej (2016–2020)
- Członek Rady Dyscypliny Inżynieria Biomedyczna (2019–2024)
- Członek Komitetu Biocybernetyki i Inżynierii Biomedycznej PAN
- Promotor doktoratu honoris causa nadanego przez Politechnikę Śląską prof. Metinowi Akay[16] z University of Houston, USA

- Kilkukrotnie członek panelu ekspertów NCN (zespół ST7) oraz NCBR

## Nagrody, wyróżnienia i honory naukowe
- Nagroda Ministra Edukacji za rozprawę doktorską obronioną zagranicą (Politechnika W Brnie, 1987)[17]
- Nagroda zespołowa na targach Techo-Kensai w Japonii za Polski Pneumatyczny System Wspomagania Krążenia, 2002

## Cytaty
„Inżynieria biomedyczna to nie tylko jeden z wielu kierunków studiów, to prawdziwa misja rozumiana jako służba nauk technicznych naukom medycznym, lub może lepiej – służba inżynierii ludzkiemu zdrowiu.”